# Real de Montroi (kommunhuvudort i Spanien)
Real de Montroi är en kommunhuvudort i Spanien.   Den ligger i provinsen Província de València och regionen Valencia, i den östra delen av landet, 290 km öster om huvudstaden Madrid. Real de Montroi ligger 119 meter över havet och antalet invånare är 2 031.
Terrängen runt Real de Montroi är kuperad söderut, men norrut är den platt. Runt Real de Montroi är det tätbefolkat, med 266 invånare per kvadratkilometer. Närmaste större samhälle är Torrent, 16,3 km nordost om Real de Montroi. Trakten runt Real de Montroi består till största delen av jordbruksmark.